# Harriet E. Wilson

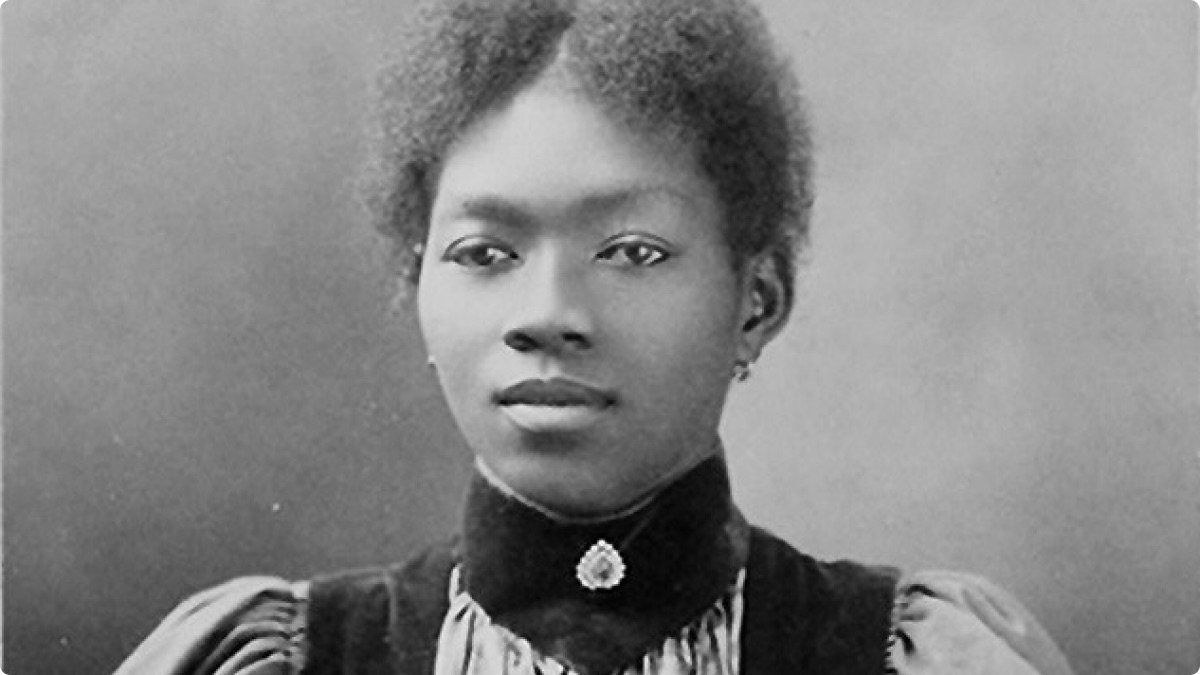
Harriet E. Wilson

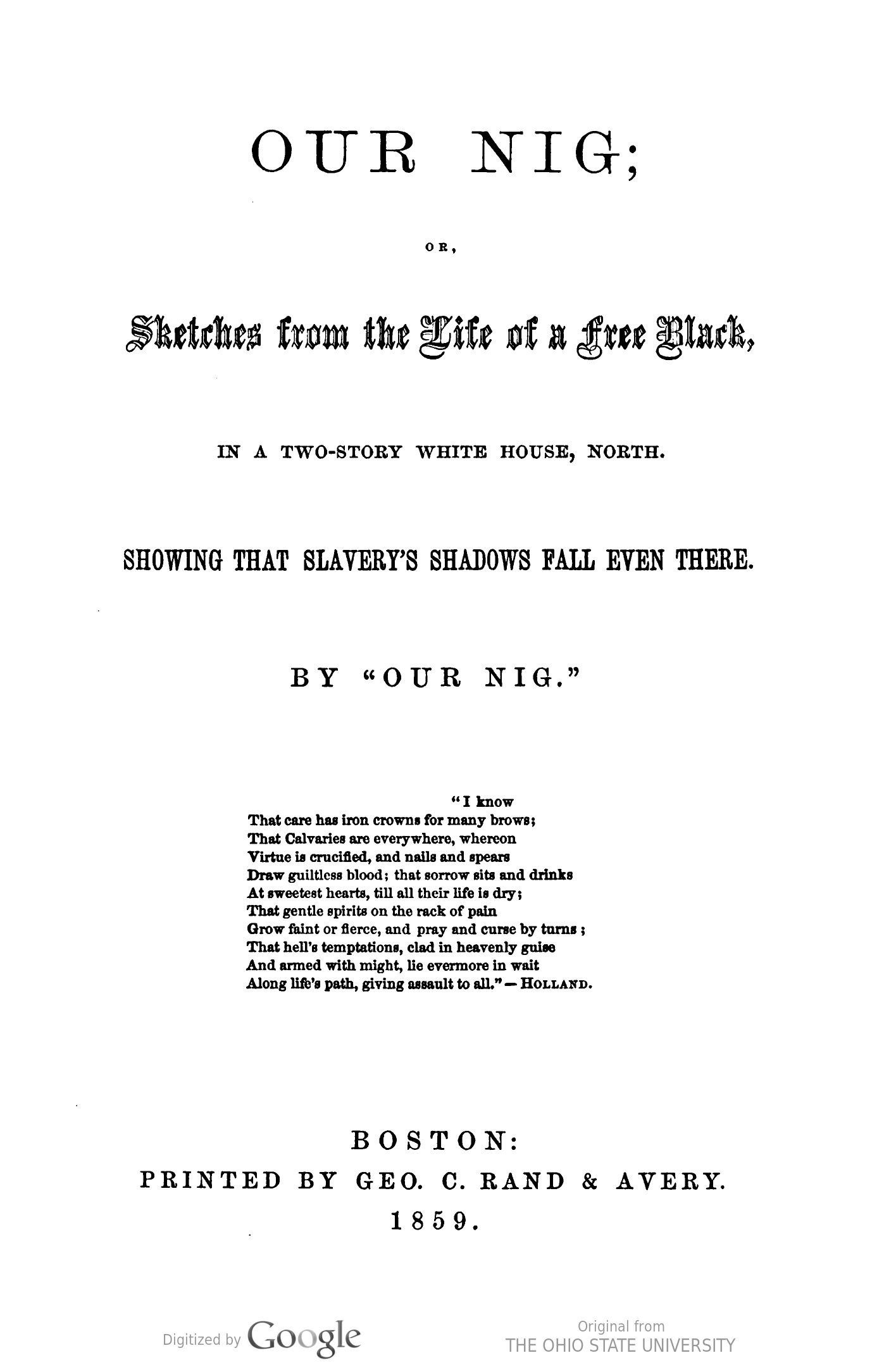
Titelseite von Our Nig, verlegt von George C. Rand and Avery, Boston 1859

Harriet E. Wilson, geborene Adams (* 15. März 1825 in Milford, New Hampshire; † 28. Juni 1900 in Quincy, Massachusetts), war eine US-amerikanische Schriftstellerin. Ihr einziger Roman Our Nig, or Sketches from the Life of a Free Black wurde 1859 anonym in Boston veröffentlicht und wurde nicht sehr bekannt. 1982 wurde er von dem Literaturwissenschaftler Henry Louis Gates, Jr. entdeckt, der ihn als den ersten in den Vereinigten Staaten veröffentlichten afroamerikanischen Roman identifizierte.

## Leben
Wilson wurde als Harriet E. „Hattie“ Adams geboren und war die Tochter von Margaret Ann (oder Adams) Smith, einer Wäscherin irischer Abstammung, und Joshua Green, einem afroamerikanischen „hooper of barrels“ mit gemischter afrikanischer und indianischer Abstammung. Nach dem Tod ihres Vaters setzte ihre Mutter sie auf der Farm von Nehemiah Hayward Jr. aus, einem wohlhabenden Farmer aus Milford. Als Waisenkind wurde Wilson von den Gerichten als Dienstmädchen an die Familie Hayward gebunden, eine damals übliche Form der Unterstützung und Erziehung von Waisenkindern. Als Gegenleistung für ihre Arbeit sollte das Waisenkind Unterkunft, Verpflegung und eine Ausbildung erhalten, damit es sich später in der Gesellschaft zurechtfinden konnte. Die Wissenschaftler P. Gabrielle Foreman und Reginald H. Pitts glauben, dass die Hayward-Familie das Vorbild für die in Our Nig dargestellte „Familie Bellmont“ war, die in der Geschichte die junge „Frado“ in Schuldknechtschaft hielt und sie im Alter von sechs bis 18 Jahren körperlich und seelisch missbrauchte.
Nach dem Ende ihrer Leibeigenschaft im Alter von 18 Jahren arbeitete Wilson als Hausangestellte und Näherin in Haushalten im südlichen New Hampshire.
Harriet Adams heiratete Thomas Wilson am 6. Oktober 1851 in Milford. Wilson war als entlaufener Sklave durch Neuengland gereist und hatte Vorträge über sein Leben gehalten. Obwohl er weiterhin regelmäßig Vorträge in Kirchen und auf Plätzen hielt, erzählte er ihr, dass er nie ein Sklave gewesen sei und die Geschichte nur erfunden habe, um Unterstützung von Abolitionisten zu erhalten.
Thomas Wilson verließ seine Frau kurz nach ihrer Heirat. Die schwangere und kranke Wilson wurde auf die Poor Farm des Hillsborough County in Goffstown geschickt, wo wahrscheinlich am 15. Juni 1852 ihr einziger Sohn, George Mason Wilson, geboren wurde. Kurz nach der Geburt des Kindes tauchte Thomas Wilson wieder auf und holte die beiden von der Poor Farm weg. Er kehrte zur See zurück, wo er als Seemann diente, aber bald darauf starb.
Als Witwe gab Wilson ihren Sohn in die Obhut der Poor Farm zurück, da sie nicht genug Geld verdiente, um sie beide zu versorgen und für seine Pflege zu sorgen, während sie arbeitete. George Mason Wilson starb jedoch im Alter von sieben Jahren am 16. Februar 1860 vermutlich an Malaria.
Danach zog Wilson nach Boston, in der Hoffnung auf mehr Arbeitsmöglichkeiten. Am 29. September 1870 heiratete Wilson erneut, und zwar John Gallatin Robinson. Der Apotheker Robinson war englischer und deutscher Abstammung und fast 18 Jahre jünger als Wilson. Von 1870 bis 1877 lebten sie zusammen; danach werden Wilson und Robinson in getrennten Unterkünften im Bostoner South End geführt. Es gibt keine Aufzeichnungen über eine Scheidung, aber Scheidungen waren zu dieser Zeit sehr selten.
Während sie in Boston lebte, schrieb Wilson Our Nig. Am 14. August 1859 ließ sie ihn urheberrechtlich schützen und hinterlegte eine Kopie des Romans im Büro des Gerichtsschreibers des U.S. District Court of Massachusetts. Am 5. September 1859 wurde der Roman anonym von George C. Rand und Avery, einem Verlag in Boston, veröffentlicht. Wilson schreibt im Vorwort des Buches, dass sie den Roman schrieb, um Geld für die Pflege ihres kranken Sohnes zu sammeln.
Im Jahr 1863 erschien Wilson im Report of the Overseers of the Poor für die Stadt Milford. Nach 1863 verschwand sie aus den Aufzeichnungen, bis sie 1867 in der Bostoner Zeitschrift Banner of Light als in East Cambridge, Massachusetts, lebend aufgeführt wurde. Später zog sie über den Charles River in die Stadt Boston, wo sie in Spiritistenkreisen als „das farbige Medium“ bekannt wurde. Von 1867 bis 1897 wurde „Mrs. Hattie E. Wilson“ im Banner of Light als Trance-Leserin und Vortragende aufgeführt. Sie war in der örtlichen Spiritisten-Gemeinschaft aktiv und hielt „Vorträge“, entweder während sie in Trance war oder normal sprach, wo immer sie gebraucht wurde. Sie sprach auf Lagertreffen, in Theatern und Versammlungshäusern und in Privathäusern in ganz Neuengland; sie teilte das Podium mit Rednern wie Victoria Woodhull, Cora Richmond oder Andrew Jackson Davis. 1870 reiste Wilson als Delegierte zum Kongress der American Association of Spiritualists bis nach Chicago. Wilson hielt dort Vorträge über die Arbeitsreform und die Erziehung von Kindern. Obwohl die Texte ihrer Vorträge nicht überliefert sind, geht aus Zeitungsberichten hervor, dass sie oft über ihre Lebenserfahrungen sprach und diese manchmal pointiert und oft humorvoll kommentierte. Wilson arbeitete als spiritistische Krankenschwester und Heilerin; sie machte medizinische Beratungen und Hausbesuche. Sie engagierte sich für die Organisation und den Betrieb von sogenannten Children's Progressive Lyceums, die als Sonntagsschulen für die Kinder von Spiritisten dienten.
Darüber hinaus war Wilson fast 20 Jahre lang, von 1879 bis 1897, Betreiberin einer Pension in einem zweistöckigen Haus im Bostoner South End.
In Wilsons Leben nach Our Nig gibt es keine Hinweise darauf, dass sie noch etwas anderes zur Veröffentlichung schrieb.
Am 28. Juni 1900 starb Hattie E. Wilson im Quincy Hospital in Quincy, Massachusetts, und wurde auf dem Mount Wollaston Cemetery beerdigt.

## Nachleben
Der Literaturwissenschaftler Henry Louis Gates, Jr. entdeckte Our Nig 1982 wieder und identifizierte ihn als den ersten Roman einer Afroamerikanerin, der in den Vereinigten Staaten veröffentlicht wurde. Der Roman wurde mit einer Einleitung von Gates neu veröffentlicht. In der Folge wurde er in mehreren anderen Ausgaben neu aufgelegt.
Über Gates’ Bewertung entbrannte 2006 ein wissenschaftlicher Streit mit anderen Literaturwissenschaftlern, der letztlich aber nicht zu einem anderen Ergebnis führte.
Der Literaturwissenschaftler Eric Gardner analysierte 1993 zu der Frage, warum Our Nig bei seiner Erstveröffentlichung auch unter Abolitionisten nicht beachtet wurde, dass der Roman nicht in das zeitgenössische Genre der „Sklavengeschichten“ passte. Er  erzähle von den „Schatten der Sklaverei“ im Norden, wo freie Schwarze unter Indentur und Rassismus litten. Der Roman böte keine Verheißung der Freiheit und zeige eine Protagonistin, die sich gegenüber einer weißen Frau durchsetzt. Die Literaturwissenschaftlerin Lois Leveen argumentierte 2001, dass „Frado“ zwar eine formal freie Schwarze sei, aber wie eine Person der Unterschicht behandelt und oft wie eine Sklavin misshandelt wird. Leveen argumentiert, dass Wilson damit ihre Ansicht zum Ausdruck brachte, dass auch die freien Schwarzen in einer rassistischen Gesellschaft nicht frei sind.
Das Harriet Wilson Project gab 2006 eine Statue von Wilson in Auftrag, die von Fern Cunningham geschaffen wurde und sich im Bicentennial Park in Milford befindet.